# 나카테시마촌
나카테시마촌(中豊島村)은 일본 오사카부 데시마군·도요노군에 설치되었던 촌이다. 현재의 도요나카시 남동부에 해당한다.